# Betty Boop's Museum
Betty Boop's Museum es un corto de animación estadounidense de 1932, de la serie de Betty Boop. Fue producido por los estudios Fleischer y distribuido por Paramount Pictures. En él aparecen Betty Boop, Koko el payaso y Bimbo.

## Argumento
Koko, conductor de un autobús con destino al museo está intentando captar pasajeros, pero solo convewnce a Betty. Betty se queda encerrada en el museo a la hora del cierre y es perseguida por esqueletos y figuras fantasmagóricas.

## Producción
Betty Boop's Museum es la octava entrega de la serie de Betty Boop y fue estrenada el 16 de diciembre de 1932.